# Marie Redonnet
Marie Redonnet, née Martine L’Hospitalier en 1948, est une écrivaine française.

## Biographie
Née Martine L’Hospitalier en 1948 à Paris,, elle est titulaire d’une agrégation de lettres modernes en 1974, et, ultérieurement, d’un doctorat ès lettres avec une thèse soutenue en 1998 (sujet de thèse : Jean Genet, le poète travesti). sous la direction de Jean-Pierre Sarrazac
Elle enseigne à l'université de la Sorbonne Nouvelle. Elle commence à écrire dans les années 1980, adoptant comme pseudo le nom de famille de sa mère, Redonnet, publiant dans un premier temps un recueil d’haïkus, Le Mort & compagnie, en 1985, et un recueil de contes, Doublures, en 1986, puis en 1986 et 1987 trois romans, Splendid Hôtel, Forever Valley, Rose Mélie Rose,, suivis, de 1988 à 1992, de  trois pièces de théâtre, Tir & Lir, Mobie-Diq, Seaside,. Elle est identifiée comme étant « une voix importante de la création contemporaine », suivie en tant que telle par le monde culturel français. Sa pièce de théâtre Tir & Lir est par exemple créée à Avignon dès 1988 dans une production du TNP de Villeurbanne et une mise en scène d'Alain Françon autour d'Isabelle Sadoyan et Jean Bouise.
Deux autres romans, Candy Story, en 1992, consacré au deuil maternel et  Nevermore, en 1994, annoncent une période de transition dans son écriture. Elle quitte l’éducation nationale, adopte un enfant palestinien d’un orphelinat de Bethléem, et reprend le travail sur sa thèse de doctorat consacrée à Jean Genet, tout en travaillant comme chargée de recherches au  CNRS sur l'art et le langage de 1995 à 1997. Sa thèse est publiée en 1999 par Grasset. Son roman "Forever Valley" est adapté pour servir de livret à un opéra éponyme de Gérard Pesson mis en scène par Frédéric Fisbach. Il est joué au Théâtre Nanterre-Amandiers en 2000. De 2000 à 2004, elle est attachée culturelle à l'ambassade de France au Maroc. Elle devient ensuite professeur de français, pour des classes allant de la seconde à la première, au lycée Jules-Verne de Limours-en-Hurepoix pendant une partie de l'année 2005-2006. Professeur invité à l'université du Colorado à Boulder à l'invitation du professeur Warren Motte en 2006-2007, elle se réinstalle ensuite au Maroc, près de Rabat, où elle se consacre à l'écriture. Elle vit un temps entre Aix-en-Provence et Rabat. L'Accord de paix, puis Diego, sont publiés respectivement en 2000 et 2005 mais ont peu d’échos dans la presse. « J’avais l’impression d’avoir complètement disparu,  je pensais que j’étais morte comme écrivain » confie-t-elle. Elle ne republie un roman qu’une dizaine d’années plus tard, La Femme au colt 45, en 2016, suivi d’autres oeuvres.

## Œuvres

### Romans
- Splendid Hôtel, Minuit, 1986.
- Forever Valley, Minuit, 1987.
- Rose Mélie Rose, Minuit, 1987.
- Candy Story, P.O.L, 1992.
- Nevermore, P.O.L, 1994.
- L'Accord de paix, Grasset, 2000.
- Diego, Minuit, 2005.
- La Femme au colt 45, Le Tripode, 2016
- Héritières, réédition conjointe des trois premiers romans de l'autrice, Le Tripode, 2017
- Trio pour un monde égaré, Le Tripode, 2018

### Contes
- Doublures, P.O.L, 1986.
- Silsie, Gallimard, 1990.
- Villa Rosa, Matisse, éd. Flohic, 1996.

### Théâtre
- Tir & Lir, Minuit, 1988.
- Mobie-Diq, Minuit, 1989.
- Seaside, Minuit, 1991.
- Le Cirque Pandor suivi de Fort Gambo, P.O.L, 1994.

### Essai
- Jean Genet, le poète travesti, Grasset, 1999.

### Poésie
- Le Mort & compagnie, P.O.L, 1985.

### Entretien
- Entretiens avec Edmond Amran El Maleh, éd. La Pensée sauvage, 2005.